# Rosamund Greenwood
Pour les articles homonymes, voir Rosamund et Greenwood.
Rosamund Greenwood, née le 12 juin 1907 à Leeds (Royaume-Uni) et morte le 15 juillet 1997 à Malvern, dans le Worcestershire, est une actrice britannique.

## Filmographie

### Cinéma
- 1935 : School for Stars
- 1936 : Les hommes ne sont pas des dieux : pianiste (non créditée)
- 1940 : Room for Two
- 1942 : Courageous Mr. Penn
- 1943 : The Peterville Diamond : Miss Geach
- 1944 : Give Us the Moon
- 1944 : Le paradis est à nous : Maid
- 1957 : Le Prince et la Danseuse : Maud
- 1957 : Rendez-vous avec la peur : Mrs. Meek
- 1958 : Atlantique, latitude 41° : Mrs. Bull (non créditée)
- 1959 : Idol on Parade : Spinster (non créditée)
- 1960 : Le Village des damnés : Miss Ogle
- 1962 : Le Verdict : Constance
- 1965 : Strangler's Web : Miss Pitts
- 1965 : The Murder Game : Mrs. Potter
- 1970 : A Severed Head : Miss Seelhaft
- 1971 : Loving Memory : Sister
- 1976 : The Bawdy Adventures of Tom Jones : Village Gossip (non créditée)
- 1977 : Stand Up, Virgin Soldiers : Miss Plant
- 1982 : Drôle de missionnaire : Lady Fermleigh
- 1984 : L'Étrangère : Hannah
- 1990 : Les Sorcières : Janice

### Télévision

#### Séries télévisées
- 1957 : Nicholas Nickleby : Miss La Creevy / Miss. La Creevy
- 1957 : Sara Crewe : Miss Amelia
- 1957 : The Adventures of Peter Simple : Mrs. Trotter
- 1958 : Fair Game : Miss Parker
- 1958 : The Lost King : Landlady
- 1958-1959 : BBC Sunday-Night Theatre : Miss Cushing / Honoria Looe / Miss Pringle
- 1958-1960 : ITV Television Playhouse : Mrs. Vining / Ruth
- 1958-1960 : Saturday Playhouse : Harriet / Miss Spicer
- 1959 : The Eustace Diamonds : Julia Macnulty
- 1960 : The Mystery of Edwin Drood : Miss Twinkleton
- 1960-1963 : BBC Sunday-Night Play : Rat woman / Miss Flynn / Miss Armitage* 1960-1963 : ITV Play of the Week : Miss Flynn / Miss. Little
- 1961 : The Younger Generation : Cleaner
- 1961 : They Met in a City : Miss. Slater
- 1962 : Saki : Veronique Brimley-Bomefield
- 1962 : Suspense : Lilian / Miss Wright
- 1963 : No Hiding Place : Lady Gwendola Pyke
- 1963 : The Human Jungle : Mrs. Carmody
- 1964 : Festival : Capulat / Chorus
- 1965 : Hudd
- 1965 : Poison Island : Miss Plinlimmon
- 1965 : The Edgar Wallace Mystery Theatre : Miss Pitts
- 1965 : The Flying Swan : Miss McLean
- 1966 : The Newcomers : Sarah Peddle
- 1966 : Theatre 625 : Miss Lisle
- 1966 : Thirteen Against Fate : Louise Bernet
- 1966 : Thirty-Minute Theatre (en) : Miss Pryor / Mrs. Lame
- 1967 : Dr. Finlay's Casebook : Mrs. Muir
- 1967 : Seven Deadly Virtues : Mrs. Blackshed
- 1967 : The Very Merry Widow : Mrs. Leitch
- 1967 : Write a Play
- 1968 : Knock Three Times : Aunt Phoebe
- 1968 : Sexton Blake : Lady Kettering
- 1969 : W. Somerset Maugham : Miss. Warren
- 1970 : Roads to Freedom : Abortionist
- 1970-1974 : Z Cars : Mrs. Greenall / Miss Holtby
- 1971 : Bachelor Father : Miss Wilkinson
- 1971 : Follyfoot : Aunt Millie
- 1971 : Keep It in the Family : Lady Steele
- 1971 : Play for Today : Miss Tompkins
- 1972 : Maîtres et Valets : Lady Jessica Barnstaple
- 1972 : Villains : Aunt Truey
- 1974 : Barlow at Large : Ella
- 1974 : Father Brown : Miss Ammerley
- 1974 : La Chute des aigles : Fraulein Von Ferenczy
- 1974 : Microbes and Men : Frau Speyer
- 1974 : Village Hall : Mabs
- 1975 : Affairs of the Heart : Aunt Clara Grey
- 1975 : The Girls of Slender Means : Collie
- 1975-1981 : Crown Court : Veronica Boden / Jane Rowntree
- 1976 : Nouvelles de Henry James : Vicar's wife
- 1976 : The Duchess of Duke Street : The Duchess
- 1976 : The Molly Wopsies : Mrs. Braithwaite
- 1976-1978 : Angels : Miss. Winter / Mrs. Lestor
- 1977 : Miss Jones and Son : Miss Arkwright
- 1978 : All Creatures Great and Small : Muriel Dunn
- 1978 : Armchair Thriller : Mrs. Woldingham
- 1980 : Fair Stood the Wind for France : Miss. Baker
- 1980 : In Loving Memory : Nora Perry
- 1981 : BBC2 Playhouse : Meg
- 1982 : Masterpiece Mystery : Miss Ammerley
- 1983 : Hallelujah! : Sister Dorothy Smith
- 1983 : The Boy Who Won the Pools : Winifred Horrocks
- 1984 : Miracles Take Longer : Mrs. Burton
- 1985 : Great Performances : Miss Prism
- 1985 : Summer Season : Mrs. Malby
- 1986 : The Practice : Grace Gilling
- 1987 : A Perfect Spy : Mrs. Ardmore

#### Téléfilms
- 1947 : The Coventry Nativity Play : Third woman
- 1948 : Emma : Miss Martin
- 1948 : Lady from Edinburgh : Mother
- 1948 : Marigold : Miss Sarita Dunlop
- 1949 : Behold the Man : Cecilia Gallerani
- 1949 : Macbeth : Weird Sister
- 1949 : Macbeth : Witch
- 1949 : The Coventry Nativity Play : Third woman
- 1950 : Craven House : Russian Lady
- 1957 : Summer's Christmas : Miriam Tuftnell
- 1960 : Robert Tavener, Deceased : Alice
- 1961 : Candida : Miss Proserpine Garnett
- 1979 : One Fine Day : Miss Morpeth
- 1982 : Imaginary Friends : Alice
- 1985 : Silas Marner : Mrs. Crackenthorpe
- 1986 : The Deliberate Death of a Polish Priest : Prof. Byrdy
- 1987 : Scoop : The Country - Nanny Bloggs